# La "V" enfrenta a la Blitzkrieg
 La “V” enfrenta a la Blitzkrieg  es una película de Argentina en blanco y negro, de montaje, que se estrenó en diciembre de 1941.

## Características
Se trata de un filme de montaje exhibido en Argentina en plena Segunda Guerra Mundial que incluye fragmentos de noticieros y del filme francés sin sonido  J'accuse! (Yo acuso ) (1919) dirigido por Abel Gance que 
en 1938 produjo otra versión en sonoro con el mismo nombre. El filme se había estrenado en 1919 con gran éxito, tanto en Francia como en el extranjero, que era un durísimo alegato contra la carnicería organizada que supuso la I Guerra Mundial. 
La palabra Blitzkrieg  (en alemán, literalmente guerra relámpago) es un nombre popular para una táctica militar de ataque que implica un bombardeo inicial, seguido del uso de fuerzas móviles atacando con velocidad y sorpresa para impedir que un enemigo pueda llevar a cabo una defensa coherente. Los principios básicos de estos tipos de operaciones se desarrollaron en el siglo XIX por varias naciones, y se adaptaron años después de la Primera Guerra Mundial, principalmente por la Wehrmacht,  en tanto la “V” alude a la señal adoptada en el curso de 1941 como símbolo la campaña de la victoria de las naciones aliadas de la II Guerra Mundial.

## Comentarios
El Heraldo del Cinematografista opinó del filme:

”Bien recopilada, con comentarios sobrios y de fondo musical adecuado, es un interesante documental”